# Morita-san wa Mukuchi
Morita-san wa Mukuchi (森田さんは無口?) es un manga Yonkoma japonesa escrita e ilustrada por Tae Sano. El manga fue publicado originalmente en marzo de 2007 en la revista Manga Life de Takeshobo, y más tarde se trasladó a la Manga Life Momo y Manga Club de Takeshobo. El primer volumen tankōbon fue lanzado en enero de 2009. Hasta febrero de 2011, tres volúmenes se han publicado, una animación de vídeo original (OVA) fue incluida con el tercer volumen del manga en febrero de 2011, y otra OVA producida por Studio Gram fue lanzada por separado en marzo de 2011. Una serie de anime de televisión producida por Seven comenzó a emitirse en Japón en julio de 2011.

## Argumento
La historia se centra en Morita y su grupo de amigas, que se ven envueltas en diversas y pequeñas situaciones de la vida diaria. Abala a diversos valores como la amistad, la honestidad, la confianza e incluso el perdón.

## Personajes
Mayu Morita (森田 真由 Morita Mayu?)
Seiyū: Kana Hanazawa
La protagonista de la serie. Es conocida por ser muy callada, aunque sus amigas pueden entenderla a base de sus gestos y reacciones simples. Tiene el problema de pensar demasiado sus decisiones, provocando que no llegue a una conclusión.
Miki Murakoshi (村越 美樹 Murakoshi Miki?)
Seiyū: Haruka Tomatsu
Es la amiga de la infancia de Mayu. A diferencia de Morita, Miki tiende a ser muy conversadora, incluso al punto de incomodar, sin embargo, es muy amigable y bondadosa, y actúa como la mediadora entre Morita y el resto del mundo.
Chihiro Miura (三浦 千尋 Miura Chihiro?)
Seiyū: Saori Haya
Una de las amigas de Morita. Ella es muy alegre, tranquila y serena, más sin embargo, en ocasiones puede comportarse atrevida. Conoció a Morita y a Miki el primer día de clases en la Secundaria Sakura, ganándose la confianza de estas en seguida gracias a su forma de ser.
Hana Matsuzaka (松坂 花 Matsuzaka Hana?)
Seiyū: Yoshino Nanjō
Una de las amigas de Morita. Su personalidad es muy tímida y es fácil hacer que se asuste con la simple mirada de Morita, cómicamente, Hana es quien sin querer asusta a Morita. Su cabello es enteramente rizado y uno no puede acariciar su cuero cabelludo sin desembocar problemas. Es experta cocinando, tomándose el tema muy en serio. A menudo se le ve afectada por las disputas familiares que comenta acontecen en su hogar.
Ritsuki Yamamoto (山本 りつき Yamamoto Ritsuki?)
Seiyū: Mie Hiraga
Presidenta del consejo estudiantil de la Escuela Secundario Sakura. Es un año mayor que Morita y sus amigas. Es una persona aplicada y ligeramente severa, sin embargo, no duda en actuar con honestidad y bondad en cualquier situación, esa personalidad la dotó de una gran popularidad incluso entre las mismas mujeres, llegando al punto de que algunas chicas de la escuela le declaran sus sentimientos de amor, aunque ella siempre las ha rechazado. Pese a su posición, tiene problemas para pronunciar palabras, provocando múltiples malentendidos cómicos.
Girl with Glasses (メガネ娘 Megane Musume?)
Seiyū: Maki Tsuchiya (OVA), Amina Satō (TV)
Una chica pelirroja de distinto salón al de Morita, sin embargo, ella desarrolló una atracción severa hacia Morita por su personalidad y belleza. Frecuentemente acosa a Morita en la puerta de su salón de clases, aunque esta jamás la detecta.
Yumi Morita (森田 由美 Morita Yumi?)
Seiyū: Ami Nanase
Es la madre de Morita. Es una mujer muy sabia y dedica su vida a su familia, dándole sabios y valiosos consejos a su introvertida hija. Comúnmente se comporta de una manera envidiablemente serena, sin embargo, carece de confianza hacia su esposo, pues frecuentemente duda de su fidelidad matrimonial, y adopta una postura posesiva y severa hacia su marido, logrando intimidarle con fácilidad.

## Medios

### Manga
Morita-san wa Mukuchi comenzó como un manga yonkoma escrito e ilustrado por Tae Sano. El manga fue publicado originalmente en marzo de 2007 de la revista Manga Life de Takeshobo. El manga comenzó serialización regular desde octubre de 2007 en la revista Manga Life Momo, aunque volvió a aparecer en enero de 2009 en la revista Manga Life. Una serialización del manga simultánea se inició en marzo de 2009 en la revista Manga Club. El primer volumen tankōbon fue publicado por Takeshobo el 27 de diciembre de 2008, hasta el 26 de febrero de 2011, tres volúmenes han sido publicados.

### Anime
Una animación de vídeo original (OVA), dirigida por Naotaka Hayashi y producida por Studio Gram fue incluido como un DVD en la edición limitada del tercer volumen del manga el 26 de febrero de 2011. Otro DVD OVA, producido por el mismo personal como la OVA anterior, fue lanzado por separado el 25 de marzo de 2011. Una serie de anime de televisión, producida por el estudio Seven, contó con el mismo personal que los OVAs, y comenzó a transmitirse en Japón en julio de 2011, y mundialmente por Crunchyroll.
El segundo OVA cuenta con dos piezas de música del tema:. Un tema de apertura y un tema de cierre El tema de apertura es "Morita-san wa Mukuchi" (森田さんは無口?) cantado por Kana Hanazawa y Haruka Tomatsu, y el tema de cierre "Tōmawarishite Kaero!" (遠回りして帰ろ!?) cantado por Yoshino Nanjō y Saori Hayami. Un sencillo que contiene las canciones del tema fue publicado el 25 de marzo de 2011.

#### Lista de episodios
| #  | Título                                                   | Estreno             |
| -- | -------------------------------------------------------- | ------------------- |
| 01 | « » «Morita-san wa Mukuchi» (森田さんは無口)             | 6 de julio de 2011  |
| 02 | «Miki wa Oshaberi» (美樹はおしゃべり)                    | 13 de julio de 2011 |
| 03 | «Hana-chan wa Hitomishiri» (花ちゃんは人見知り)          | 20 de julio de 2011 |
| 04 | «Natsu wa Atsukute Atarimae» (夏は暑くて当たり前)        | 27 de julio de 2011 |
| 05 | «Joshikō-sei wa Amai Mono-zuki» (女子高生は甘いモノ好き) | 3 de agosto de 2011 |